# Miranda Tibbling
Miranda Iza Chiamaka Hope Tibbling Ugwo, född 31 januari 2004 i S:t Mikaels församling i Huddinge kommun, är en svensk parkourutövare. Hennes äldre bror, C.J. Tibbling, har spelat fotboll för Assyriska FF i Superettan samt collegefotboll för Seton Hall University och University of Portland.

## Karriär
Tibbling började med parkour som 11-åring 2015. I maj 2021 kvalificerade hon sig för parkourtävlingen Red Bull Art of Motion i Pireus som en av endast sex kvinnor. I september 2021 vid världscupen i Sofia tog Tibbling guld i speed och Elis Torhall guld i freestyle, vilket var Sveriges två första världscupsegrar genom tiderna i parkour.
I maj 2022 vid världscupen i Montpellier tog Tibbling karriärens andra världscupsguld i speed samt silver i freestyle. I juli 2022 vid World Games 2022 i Birmingham tog hon guld i speed och silver i freestyle. I september 2022 vid världscupen i Sofia tog hon återigen guld i speed. Finalen genomfördes dock inte på grund av kraftigt regnväder och medaljerna delades ut baserat på resultatet i kvalet.
I oktober 2022 vid VM i Tokyo tog Tibbling damernas första VM-guld i speed i den första upplagan av mästerskapet. Hon vann på tiden 32,82 sekunder och tog sig även till final i freesyle där det blev en åttondeplats. I maj 2023 tog Tibbling sitt fjärde guld i speed vid världscupen i Montpellier. I september 2023 tog hon sitt femte guld i speed vid världscupen i Sofia.
I maj 2024 tog Tibbling sitt sjätte guld i speed vid världscupen i Montpellier. I november 2024 tog hon brons i speed vid VM i Kitakyūshū trots att hon gjorde en knäoperation två månader tidigare. I maj 2025 tog Tibbling silver i speed vid världscupen i Amsterdam. Samma månad tog hon även sitt sjunde guld i speed vid världscupen i Montpellier.
Vid World Games 2025 i Chengdu försvarade Tibbling sitt guld i speed från tävlingarna 2022.